# Ошторма
О́шторма — река в России, протекает в Татарстане и Кировской области. Устье реки находится в 101 км от устья Вятки по правому берегу. Длина реки — 36 км, площадь водосборного бассейна — 578 км². На реке стоит город Кукмор. Впадает в Вятку в черте города Вятские Поляны.
Исток реки находится к северу от деревни Верхняя Юмья (Ошторма-Юмьинское сельское поселение) в 14 км к западу от Кукмора. Река течёт на юго-восток, затем на восток и северо-восток. Долина реки плотно заселена, Ошторма протекает деревни Старая Юмья, Ошторма Юмья, Камыглы, Люга, Киндер-Куль. Протекает по восточным окраинам Кукмора, затем течёт через деревни Качимир и Нурминка. Нижнее течение реки проходит по западным и северным окраинам города Вятские Поляны, река отделяет здесь Вятские Поляны от деревни Нижняя Тойма.

## Этимология
Лингвист Атаманова М. Г. выделяет финно-угорский корень в названии реки и возводит к древнеудмуртскому слову Ош. Так во всех древних территориях расселения южных удмуртов и калмезов обнаруживаются названия с этим апеллятивом: Ошма, Ошторма, Ошлань, Ошняк, Ошнюк, Ошмос; Ош-Оц по-удмуртски звучит река Иж; этот же апеллятив входит в состав гидротермина ошмес (ош + мес) со значением «родник, ключ».

## Притоки
(указано расстояние от устья)
- 1 км: река Тойменка (левый)
- 13 км: река Нурминка (левый)
- 20 км: река Кня (правый)

## Данные водного реестра
По данным государственного водного реестра России относится к Камскому бассейновому округу, водохозяйственный участок реки — Вятка от водомерного поста посёлка городского типа Аркуль до города Вятские Поляны, речной подбассейн реки — Вятка. Речной бассейн реки — Кама.
Код объекта в государственном водном реестре — 10010300512111100040388.